# William Couper
William Couper (* 1792; † 4. August 1857 in East Kilpatrick) war Regius Professor of Natural History (1829–1857) an der University of Glasgow und, anfänglich gemeinsam mit seinem Vater, dem Regius Professor of Astronomy James Couper, Kurator (Joint Keeper) des Hunterian Museum and Art Gallery von 1830 bis 1836.

## Leben
William war der zweite Sohn des Astronomen James Couper. Er studierte Medizin in Glasgow und schloss 1811 mit M. A. und 1816 mit M. D. ab. Coupers Vater, James, war nach seiner Ernennung zum Regius Professor of Astronomy an der Universität in einer Position, die ihm wenig Pflichten auferlegte. Gleichzeitig aber war er umtriebig und mit Familiensinn ausgestattet und verschaffte erst seinem ältesten Sohn, ebenfalls James, die Rolle des Keepers der Hunterschen Sammlung. Als dieser dann eine andere Position erlangte, sicherte er William diese Ehre und verschaffte ihm noch die Rolle des Regius Professor of Natural History, die üblicherweise mit der Kuratur einherging. Auch wenn die Protektion anders vermuten lässt, so war William doch ein fähiger Mineraloge, der dieses Thema auch vermitteln konnte. Neben seiner Professur praktizierte Couper auch Medizin in Glasgow. In der Praxis unterstützte ihn später auch sein Sohn John.
Sein Fach, die Naturgeschichte, vereinte damals Zoologie, Mineralogie und Geologie. Vor allem der Zoologie-Teil war dabei wichtig, da Mediziner in vergleichender Anatomie ausgebildet wurden und diese Aufgabe übernahm der Professor. Neben dieser Professur führte die Universität ihn auch als Professor für Chemie und außerdem als einen der ersten Chirurgen an der Glasgow Royal Infirmary. Daneben war er an einem chemischen Unternehmen beteiligt, der Charles Tennant & Co. Am 25. Januar 1819 wurde er zum Fellow der Royal Society of Edinburgh gewählt.
1855 begann seine Gesundheit zu versagen. Anstelle des Amtsinhabers unterrichtete Professor Nichols Mineralogie und Kristallogie. Gleichzeitig hielt die Universitätsleitung Ausschau nach einem Nachfolger und nahm Kontakt mit Henry Darwin Rogers auf, der sich in Amerika in einem „Land ohne Freundschaft“ fühlte. Als Couper 1857 verstarb, war Rogers schon in Glasgow und bereit und bekannt, sodass er die Professur zugesprochen bekam.